# Campion spiniferus
Campion spiniferus is een insect uit de familie van de Mantispidae, die tot de orde netvleugeligen (Neuroptera) behoort. 
Campion spiniferus is voor het eerst wetenschappelijk beschreven door Lambkin in 1986.